# Stylosanthes bahiensis
Stylosanthes bahiensis är en ärtväxtart som beskrevs av L.'t Mannetje och Gwilym Peter Lewis. Stylosanthes bahiensis ingår i släktet Stylosanthes och familjen ärtväxter. Inga underarter finns listade i Catalogue of Life.